# Рапалис, Марюс
Ма́рюс Ра́палис (лит. Marius Rapalis; род. 22 марта 1983, Тельшяй) — литовский футболист, вратарь.

## Биография

### Клубная карьера
Воспитанник футбольной школы из города Кретинга. Первый тренер — Гедеминас Петраускас.
Выступал за вильнюсские клубы «Полония» и «Жальгирис». В августе 2008 года перешёл на правах свободного агента в симферопольскую «Таврию», подписав однолетний контракт. 15 августа 2008 года дебютировал за «Таврию» в молодёжном первенстве против киевского «Арсенала» (1:3), в этом матче Рапалис получил травму — перелом челюсти. В основном составе «Таврии» Мариус так и не сыграл. Летом 2009 года покинул клуб в статусе свободного агента. Он мог перейти в азербайджанский «Стандард», но вернулся на родину в клуб «Ветра».

### Карьера в сборной
В ноябре 2007 года вызывался в сборную Литвы на матч против Украины.

## Достижения
- Серебряный призёр чемпионата Литвы (2): 2011, 2012
- Обладатель Кубка Литвы (1): 2012